# Aparallactus moeruensis
Aparallactus moeruensis (engelska: "Zaire Centipede-eater"), är en ormart inom familjen stilettormar som tillhör släktet tusenfotingssnokar.

## Kännetecken
Ormen är giftig, men normalt inte farlig för en människa.

## Utbredning
Arten förekommer i södra Kongo-Kinshasa och i angränsande regioner av Zambia. Den lever i låglandet och i kulliga landskap upp till 900 meter över havet. Ormen hittas i savannen Miombo.

## Levnadssätt
Födan består bland annat av tusenfotingar. Ormen lever nästan hela livet underjordisk.

## Hot
För beståndet är inga hot kända. Hela populationen bedöms som stabil. IUCN kategoriserar arten globalt som livskraftig (LC).